# Uncolaceae
De Uncolaceae zijn een familie van schimmels, die behoren tot de roesten. Het typegeslacht is Uncol.

## Geslachten
De familie bevat de volgende twee geslachten:
- Calidion
- Uncol